# Rohrhardsberg
Le Rohrhardsberg est une montagne située en Forêt-Noire en Allemagne et culminant à 1 151 mètres d'altitude.